# Francesco II Ordelaffi
Francesco II Ordelaffi (Forlì, 1310 circa – Venezia, 1374) fu signore di Forlì dal 1331, della nobile famiglia degli Ordelaffi. È anche conosciuto come Francesco Ordelaffi il Grande.

## Biografia

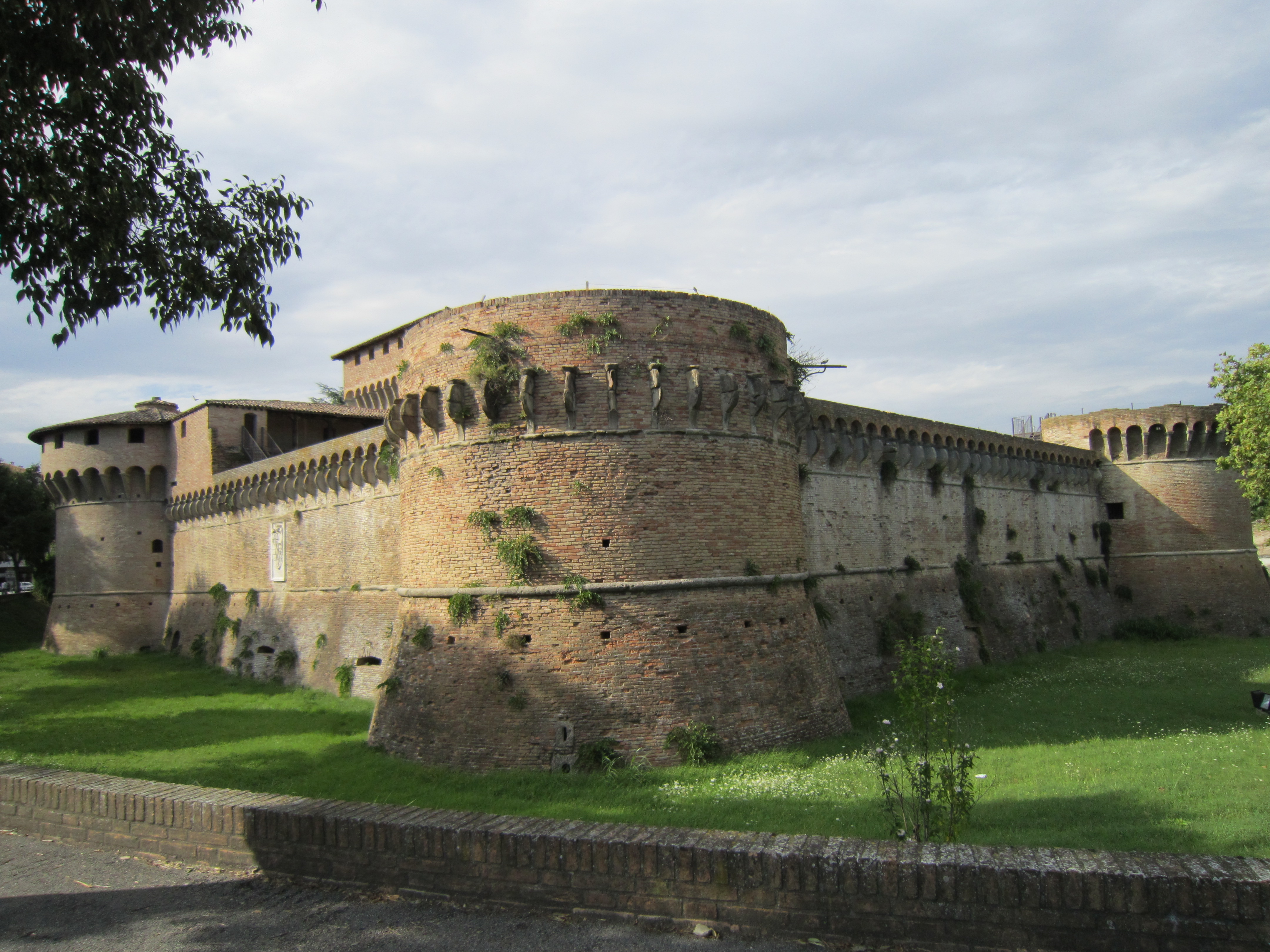
La rocca di Ravaldino.

Noto come Francesco, e non col diminutivo Cecco, più frequente nella famiglia, i successori Francesco III e Francesco IV sono invece ricordati rispettivamente come Cecco II e Cecco III.
Figlio di Sinibaldo Ordelaffi (morto nel 1337 e fratello di Scarpetta e di Cecco I) e di Onestina dei Calboli, cioè di un ghibellino e di una donna di famiglia guelfa; sostenne in maniera decisa il partito ghibellino.
Fu impegnato in varie campagne militari. Nel 1338, ad esempio, conquistò San Leo, cedendola poi al conte Nolfo da Montefeltro.
Come ghibellino, riuscì perfino ad ottenere, contrariamente a quella che era la collocazione geografico-politica della città di Forlì, il titolo di vicario imperiale (anziché quella, più "normale" di vicario apostolico), per indicare la sua netta scelta di campo.
Nel 1347-1348 ospitò Giovanni Boccaccio, che frequentò, presso di lui, i poeti Nereo Morandi e Francesco Miletto de Rossi, detto Checco, con cui il certaldese mantenne poi amichevole corrispondenza.
Tenne la signoria dal 1331, fino al 1359, quando dovette venire a patti col cardinale Egidio Albornoz. Costui, incaricato di recuperare al potere dello Stato Pontificio i territori italiani. Era in buona parte riuscito nell'intento, recuperando il Lazio dopo aver sconfitto Giovanni di Vico e la Marca Anconetana, essersi alleato a Gentile da Modigliano di Fermo e Rodolfo da Varano di Camerino ed aver battuto i Malatesta, Galeotto e Guastafamiglia, storici nemici di Francesco ma in quel momento cobelligeranti contro il potente porporato. Ma Francesco II ed i suoi alleati Giovanni e Raniero de' Manfredi, signori di Faenza, si rifiutarono ostinatamente di sottomettersi, tanto che ricevettero la scomunica dalla Santa Sede (9 luglio 1352).
Nel 1355-1356, per ordine del Papa fu indetta una crociata contro di loro. I Manfredi non se la sentirono di continuare nella lotta e cedettero Faenza all'Albornoz il 10 novembre 1356, ma Francesco e sua moglie, la bellicosa Marzia degli Ubaldini, restavano ancora da sottomettere.
La crociata continuò ad essere predicata in varie parti d'Europa, oltre che in Italia: ad esempio, in Germania ed in Ungheria: l'intera Cristianità si stava mobilitando contro Francesco Ordelaffi. Si trattava della cosiddetta crociata contro i Forlivesi (in realtà, si trattò di quattro crociate consecutive).
Il 21 giugno 1357, Marzia, alla testa della difesa di Cesena, quasi anticipatrice di Caterina Sforza, dopo un'eroica resistenza dovette arrendersi; il 25 luglio cadde anche Bertinoro. Ma, quando l'Albornoz partì per Avignone, in settembre, Francesco era ancora signore di Forlì.
Il successore dell'Albornoz, l'Abate di Cluny Androin de La Roche, abbandonò i metodi militari per trattare con buoni risultati con l'esperto e valoroso Francesco Ordelaffi. Quando, però, nel dicembre 1358, Egidio Albornoz dovette rientrare in Italia, ricominciò le operazioni contro di lui, i cui tentativi di assoldare Konrad von Landau, detto il conte Lando (o Landi), e la sua Grande Compagnia, furono frustrati da un contratto siglato dal cardinale con il Lando stesso.
Francesco, dopo un'ultima fortunata operazione militare, fu alla fine costretto a trattare per l'esaurirsi delle risorse: il 4 luglio 1359, il cardinale prendeva possesso di Forlì, insediando nel palazzo del Comune sia la sua cancelleria sia la propria residenza, chiudendo la contesa con un accordo. Il fatto che il cardinal legato risiedesse proprio in Forlì, dalle lunghe tradizioni ghibelline e ultima città ribelle al Papa, aveva il chiaro valore simbolico di indicare che il processo di "normalizzazione" dello Stato della Chiesa poteva dirsi compiuto. A Francesco fu concesso di governare come vicario pontificio su Forlimpopoli e Castrocaro.
Nel 1360, comunque, come strascico delle vicende belliche, l'Albornoz fu oggetto di un attentato, fallito, a Forlimpopoli: la rappresaglia che ne seguì comportò gravi distruzioni alla cittadina, il trasferimento della sede episcopale a Bertinoro e la traslazione delle reliquie di San Ruffillo a Forlì.
A Francesco, morto nel 1374, in occasione di una scaramuccia, a Venezia che l'aveva arruolato contro il signore di Padova Francesco da Carrara, succedette il figlio Sinibaldo. Questi, nel 1381, fece riportare la salma a Forlì per tumularla insieme alla madre.

## Discendenza
Francesco sposò Marzia degli Ubaldini, poi divenuta famosa come Cia degli Ordelaffi (morta nel 1381); ebbero sei figli:
- Sinibaldo (1336-1386), signore di Forlì
- Onestina, sposò Gentile da Mogliano di Fermo
- Giovanni (?-1354 o 1357), sposò Taddea, figlia di Malatesta III Malatesta
- Scarpetta (?-1401), vescovo di Forlì dal 1391 al 1401
- Ludovico (?-1º gennaio 1356), uomo d'armi, sposò Caterina, figlia di Malatesta III Malatesta, da cui ebbe due figli:
  - Giovanni (1350/1355-1399)
  - Tebaldo (1353-di peste 16 agosto 1382[6]), ebbe un figlio naturale da tale Mentuccia:
    - Giorgio (?-25 gennaio 1423), signore di Forlì
- N.N. figlio maschio, conte di Castelbarco.